# Erythrodiplax amazonica
Erythrodiplax amazonica ist eine Libellenart aus der Unterfamilie Sympetrinae. Sie wurde 1918 durch Sjöstedt beschrieben. Seit Borrors Beschreibung im Jahre 1942 unterscheidet man die beiden Unterarten E. amazonica amazonica und E. amazonica melanica. Während E. amazonica amazonica im gesamten Amazonasgebiet verbreitet ist, kommt E. amazonica melanica nur an einigen wenigen Stellen des Amazonasgebietes vor. Das Artepitheton amazonica verweist auf das Verbreitungsgebiet; der Namensteil melanica verweist auf den Melanismus, also die dunkle Färbung.

## Merkmale
Das bei den Männchen zwischen 16,5 und 18,5 Millimeter und bei den Weibchen 16,5 bis 17,5 Millimeter lange Abdomen ist bei E. amazonica amazonica leuchtend rötlich braun gefärbt. Bei den Weibchen läuft zudem noch ein gelbbrauner Streifen dorsal über das Abdomen. Bei E. amazonica melanica hingegen ist der Hinterleib, wie auch der restliche Körper bläulich schwarz. Dieser Farbunterschied definiert und ermöglicht eine Unterscheidung der sich ansonsten gleichenden Unterarten. Der dorsale Teil des Thorax von E. amazonica amazonica ist etwas dunkler als das Abdomen. Die humeralen und lateralen Teile sind rotschimmernd schwarz. Die Hinterflügel sind zwischen 22 und 23 Millimeter lang. Außerdem weisen sie ebenso wie die Vorderflügel einen braunen Fleck an der Basis auf. Dieser erstreckt sich bei den Männchen im Vorderflügel bis auf die Höhe der ersten Antenodalader. An den Hinterflügeln ist er etwas größer. Bei den Weibchen hingegen ist er in beiden Flügelpaaren ausgedehnter als der des Männchens, zudem ist er heller. Das Flügelmal (Pterostigma) ist zwischen 2 und 2,3 Millimeter lang.